# Philochortus hardeggeri
Philochortus hardeggeri är en ödleart som beskrevs av  Franz Steindachner 1891. Philochortus hardeggeri ingår i släktet Philochortus och familjen lacertider. Inga underarter finns listade i Catalogue of Life.